# 袁奎
袁奎（1552年—？），字文卿，號映台，江西南昌府豐城縣人，軍籍，明朝政治人物。

## 生平
萬曆四年（1576年）丙子科江西鄉試第五十六名舉人，八年（1580年）中式庚辰科會試第三百名，三甲第九十二名進士。礼部觀政，本年授廣東新會縣知縣。十四年行取候补，填补工部主事，差荆州抽分，升员外郎、郎中。二十二年（1594年）五月升湖广副使，二十六年补河南左参政，二十八年九月升按察使，三十一年九月加升右布政使，仍管按察使事，三十三年十月任本省右布政，三十四年八月升左布政使，三十九年八月累官順天府府尹，因事被论，四十年十二月告病归乡。

## 家族
曾祖袁邦孚；祖父袁伯尹；父袁國選，母熊氏。